# Fader, förbarma Dig
Fader, förbarma Dig är en missionspsalm av missionären Hedvig Posse. Psalmen har tre 5-radiga verser
A-melodin till psalmen är en tonsättning av Oscar Blom av okänt datum, b-melodin är ett verk av den tyske kompositören Carl Maria von Weber.

## Publicerad
- Hemlandssånger 1891 som nr 188 under rubriken "Kyrkan".
- Svensk söndagsskolsångbok 1908 som nr 244 under rubriken "Missionssånger"
- Svenska Missionsförbundets sångbok 1920 som nr 614 under rubriken "Israelmission".
- Nya psalmer 1921 som nr 544 under rubriken "Kyrkan och nådemedlen: Missionen".